# Afrobeat
Afrobeat är en musikgenre vilken växte fram under större delen av 1960-talet och in på det tidiga 1970-talet i Nigeria. Musikaliskt kan genren beskrivas som en fusion av västafrikansk (highlife, traditionell yoruba-musik) och afro-amerikansk musik (jazz, funk, soul, latin-jazz).  
Låtarna utgörs ofta av ett "groove" som ger utrymme för improvisation. Mycket av musiken är instrumental och när sång förekommer är det ofta i form av "chanting" (rytmiskt ropande) och "call and response", vilka båda är förekommande i västafrikanska sångtraditioner. Den nigerianske bandledaren och artisten Felá Kútí utvecklade genren och gav den även namnet afrobeat. Kútí använde sig av musiken för att sprida politiska budskap och kritisera den Nigerianska regimen. Tack vare sin rytmiska karaktär återfinns afrobeat idag på dansgolv världen över.

## Karakteristik

### Rytm
I genrens uppkomst spelade Kútí den viktigaste rollen, men värt att poängtera är att hans trummis, Tony Allen, bidrog med mycket till rytmen. Det Allen gjorde var att ta fyra traditionella afrikanska trumrytmer och spela dem samtidigt på trumsetet, en rytm med vardera arm och ben. Rytmerna skulle dessutom fungera som en enhet. Det tankesättet genomsyrade hela ensemblen och polyrytmiken mellan trummor, gitarrer, percussion och bas blev musikens drivande kraft. Till skillnad från James Browns funk, sammankopplades rytmerna istället för att spela unisont. På grund av detta är afrobeat en mycket avancerad musikgenre rent rytmiskt.

### Harmoni och melodi
Rytmiken i afrobeat är den drivande kraften, den skapar spänning och avspänning genom rytmernas sammankoppling (istället för konsonans och dissonans som används för samma ändamål i västerländsk musik). Kútí inspirerades av Miles Davis användande av modala skalor och implementerade det i flera av sina kompositioner. Genom att bygga musiken runt en skala behövs inte ackordföljder och dessutom lämnas mycket utrymme åt improvisation.

### Instrumentering
I afrobeat är storband på 15 till 30 personer vanligt. Instrument som används är:
- El-gitarrer (komp med ackord och figurer i ostinato-mönster)
- El-bas
- Trummor
- El-orgel och el-pianon
- Synthesizer
- Leadsång
- Körsång (ofta mer än sex personer)
- Saxofoner
- Trumpeter
- Tromboner
- Congas (komp)
- Akuba, lead-congas (uppsättning av tre yoruba-congas stämda enligt ters-intervaller)[4]
- Claves
- Shekere (Nigerianskt namn på ett västafrikanskt shaker-instrument)[5]

### Typisk låtstruktur av Felá Kútí
- Låten börjar med ett fåtal instrument som introducerar ett groove
- Ackompanjemanget byggs upp vidare av fler instrument, ofta spelas ett solo av bandledaren samtidigt
- Huvudtemat presenteras av blåssektionen
- Blåsarna byter av varandra i en serie solon
- Huvudtemat spelas igen
- Bandledaren spelar solo igen, lead-sången introduceras
- Lead-sången fortsätter och kören svarar
- Lead-sången, blåset och/eller kören spelar/sjunger enligt "call and response"-struktur (rytmen sammankopplas mer och slagverken intensifieras)
- Bandledaren spelar solo till låtens slut[5]

Ofta upprepades flera steg i strukturen och med många improviserade partier var det inte ovanligt att låtarna blev 15 till 30 minuter långa. Se "Trouble Sleep Yanga Wake AM" och "Coffin for Head of State" för exempel.

## Artister och band inom afrobeat
- Fela Kútí (Nigeria)
- Femi Kútí (Nigeria)
- Seun Kútí (Nigeria)
- Manu Dibango (Kamerun)
- Osibisa (UK)
- Tony Allen (Nigeria)
- Cymande (UK)
- Akoya Afrobeat Ensemble (USA)
- Antibaras
- Geraldo Pino (Sierra Leone)
- Ebo Taylor (Ghana)
- Dele Sosimi (Storbritannien)
- Superkali (USA)